# Liste des évêques de Kaga-Bandoro
Liste des évêques de Kaga-Bandoro
(Dioecesis Kagiensis-Bandorensis)

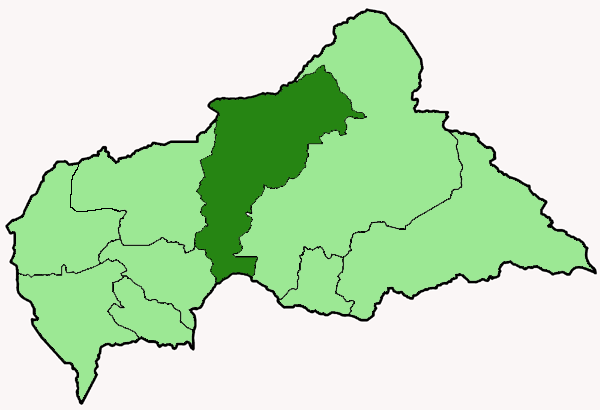
Carte du diocèse catholique de Kaga-Bandoro, en République centrafricaine.

L'évêché centrafricain de Kaga-Bandoro a été créé le 28 juin 1997, par détachement de l'archevêché de Bangui.

## Sont évêques
- 1997 - 2004 : François-Xavier Yombandje, nommé évêque de Bossangoa
- 2005 - 2015 : Albert Vanbuel (salésien), démissionnaire
- 2015 - 2024 : Tadeusz Kusy (franciscain), mort
- depuis 2024 : Victor Hugo Castlillo Matarrita (combonien)

## Sources
- L'ANNUAIRE PONTIFICAL, sur le site http://www.catholic-hierarchy.org, à la page